# Tony Lamberti
Tony Lamberti (...) è un tecnico del suono statunitense, candidatura al Premio Oscar al miglior sonoro per Bastardi senza gloria.

## Biografia
Tony Lamberti ha iniziato a lavorare come tecnico nel suono nel film Armour of God II - Operation Condor di Jackie Chan. Nel 2004, ha vinto il Premio Emmy alla miglior montaggio sonoro in una miniserie o film TV per Pancho Villa - la leggenda. Nel 2008, ha vinto il suo secondo Emmy per la miniserie John Adams. Nel 2010, è stato candidato al Premio Oscar al miglior sonoro per Bastardi senza gloria.

## Filmografia

### Cinema
- Armour of God II - Operation Condor (Fei ying gai wak), regia di Jackie Chan (1991)
- Kalifornia, regia di Dominic Sena (1993)
- PCU, regia di Hart Bochner (1994)
- Pontiac Moon, regia di Peter Medak (1994)
- Junior, regia di Ivan Reitman (1994)
- Congo, regia di Frank Marshall (1995)
- 3 giorni per la verità (The Crossing Guard), regia di Sean Penn (1995)
- Facile preda (Fair Game), regia di Andrew Sipes (1995)
- Corsari (Cutthroat Island), regia di Renny Harlin (1995)
- L'ora della violenza (The Substitute), regia di Robert Mandel (1996)
- Inseguiti (Fied), regia di Kevin Hooks (1996)
- Infinity, regia di Matthew Broderick (1996)
- L'ultimo appello (The Chamber), regia di James Foley (1996)
- Jerry Maguire, regia di Cameron Crowe (1996)
- Relic - L'evoluzione del terrore (The Relic), regia di Peter Hyams (1997)
- Las Vegas - In vacanza al casinò (Vegas Vacation), regia di Stephen Kesslerg (1997)
- Face/Off - Due facce di un assassino (Face/Off), regia di John Woo (1997)
- Kull il conquistatore (Kull the Conqueror), regia di John Nicolella (1997)
- Mamma, ho preso il morbillo (Home Alone 3), regia di Raja Gosnell (1997)
- La maschera di ferro (The Man in the Iron Mask), regia di Randall Wallace (1998)
- Godzilla, regia di Roland Emmerich (1998)
- Soldier, regia di Paul W. S. Anderson (1998)
- Il principe d'Egitto (The Prince of Egypt), regia di Brenda Chapman, Steve Hickner e Simon Wells (1998)
- Il grande Joe (Mighty Joe Young), regia di Ron Underwood (1998)
- L'Ispettore Gadget, regia di David Kellog (1999)
- Giorni contati - End of Days (End of Days), regia di Peter Hyams (1999)
- Mission to Mars, regia di Brian De Palma (2000)
- Mission: Impossible 2, regia di John Woo (2000)
- Quasi famosi (Almost Famous), regia di Cameron Crowe (2000)
- Il sesto giorno (The 6th Day), regia di Roger Spottiswoode (2000)
- Spy Kids, regia di Robert Rodriguez (2001)
- Shrek, regia di Andrew Adamson e Vicky Jenson (2001)
- Evolution, regia di Ivan Reitman (2001)
- 2012 - L'avvento del male (Megiddo: The Omega Code 2), regia di Brian Trenchard-Smith (2001)
- L'intrigo della collana (The Affair of the Necklace), regia di Charles Shyer (2001)
- Vanilla Sky, regia di Cameron Crowe (2001)
- John Q, regia di Nick Cassavetes (2002)
- Abandon - Misteriosi omicidi (Abandon), regia di Stephen Gaghan (2002)
- Clockstoppers, regia di Jonathan Frakes (2002)
- Scooby-Doo, regia di Raja Gosnell (2002)
- Windtalkers, regia di John Woo (2002)
- Cose da maschi (A Guy Thing), regia di Chris Koch (2003)
- Streets of Legend, regia di Joey Curtis (2003)
- Chasing Papi, regia di Linda Mendoza (2003)
- The Brown Bunny, regia di Vincent Gallo (2003)
- Scemo & più scemo - Iniziò così... (Dumb and Dumberer: When Harry Met Lloyd), regia di Troy Miller (2003)
- Open Water, regia di Chris Kentis (2003)
- Monster, regia di Patty Jenkins (2003)
- Thoughtcrimes - Nella mente del crimine (Thoughtcrimes), regia di Breck Eisner (2003)
- In ostaggio (The Clearing), regia di Pieter Jan Brugge (2004)
- Arrivano i Johnson (Johnson Family Vacation), regia di Christopher Erskin (2004)
- Godsend - Il male è rinato (Godsend), regia di Nick Hamm (2004)
- The Assassination (The Assassination of Richard Nixon), regia di Niels Mueller (2004)
- I guardiani della notte (Night Watch), regia di Timur Bekmambetov (2004)
- Sideways - In viaggio con Jack (Sideways), regia di Alexander Payne (2004)
- Nata per vincere (Raise Your Voice), regia di Sean McNamara (2004)
- Breaking Dawn, regia di Mark Edwin Robinson (2004)
- Pretty Persuasion, regia di Marcos Siega (2005)
- Miss F.B.I. - Infiltrata speciale (Miss Congeniality 2: Armed and Fabulous), regia di John Pasquin (2005)
- Un allenatore in palla (Rebound), regia di Steve Carr (2005)
- Venom, regia di Jim Gillespie (2005)
- In the Mix - In mezzo ai guai (In the Mix), regia di Ron Underwood (2005)
- Vizi di famiglia (Rumor Has It), regia di Rob Reiner (2005)
- Chiamata da uno sconosciuto (When a Stranger Calls), regia di Simon West (2006)
- I-See-You.com, regia di Eric Steven Stahl (2006)
- Hoot, regia di Wil Shriner (2006)
- La mia super ex-ragazza (My Super Ex-Girlfriend), regia di Ivan Reitman (2006)
- Come mangiare i vermi fritti (How to Eat Fried Worms), regia di Bob Dolman (2006)
- Bobby, regia di Emilio Estevez (2006)
- Nome in codice: Cleaner (Code Name: The Cleaner), regia di Les Mayfield (2007)
- Parla con me (Talk to Me), regia di Kasi Lemmons (2007)
- Grindhouse, regia di Quentin Tarantino e Robert Rodriguez (2007)
- Suburban Girl, regia di Marc Klein (2007)
- Le regole del gioco (Lucky You), regia di Curtis Hanson (2007)
- Slipstream - Nella mente oscura di H. (Slipstream), regia di Anthony Hopkins (2007)
- Beneath, regia di Dagen Merrill (2007)
- Su×bad - Tre menti sopra il pelo (Superbad), regia di Greg Mottola (2007)
- Nella valle di Elah (In the Valley of Elah), regia di Paul Haggis (2007)
- Chaos Theory, regia di Marcos Siega (2007)
- Alvin Superstar (Alvin and the Chipmunks), regia di Tim Hill (2007)
- Non è mai troppo tardi (The Bucket List), regia di Rob Reiner (2007)
- P.S. I Love You, regia di Richard LaGravenese (2007)
- Never Back Down - Mai arrendersi (Never Back Down), regia di Jeff Wadlow (2008)
- Baby Mama, regia di Michael McCullers (2008)
- Harold & Kumar - Due amici in fuga (Harold & Kumar Escape from Guantanamo Bay), regia di Jon Hurwitz e Hayden Schlossberg (2008)
- Kit Kittredge: An American Girl, regia di Patricia Rozema (2008)
- La vita segreta delle api (The Secret Life of Bees), regia di Gina Prince-Bythewood (2008)
- Passengers - Mistero ad alta quota (Passengers), regia di Rodrigo García (2008)
- Revolutionary Road, regia di Sam Mendes (2008)
- Defiance - I giorni del coraggio (Defiance), regia di Edward Zwick (2008)
- Venerdì 13 (Friday the 13th), regia di Marcus Nispel (2009)
- Bala mordida, regia di Diego Muñoz (2009)
- Bastardi senza gloria (Inglourious Basterds), regia di Quentin Tarantino (2009)
- Immagina che (Imagine That), regia di Karek Kirkpatrick (2009)
- A Perfect Getaway - Una perfetta via di fuga (A Perfect Getaway), regia di David Twohy (2009)
- Misure straordinarie (Extraordinary Measures), regia di Tom Vaughan (2010)
- Countdown to Zero, regia di Lucy Walker (2010)
- Un tuffo nel passato (Hot Tub Time Machine), regia di Steve Pink (2010)
- Mangia prega ama (Eat Pray Love), regia di Ryan Murphy (2010)
- Una tragica scelta (Inhale), regia di Baltasar Kormákur (2010)
- Red, regia di Robert Schwentke (2010)
- Pure Country: Il dono (Pure Country 2: The Gift), regia di Christopher Cain (2010)
- London Boulevard, regia di William Monahan (2010)
- Sono il Numero Quattro (I Am Number Four), regia di D.J. Caruso (2011)
- Hoodwinked Too! Hood vs. Evil, regia di Mike Disa (2011)
- L'amore all'improvviso - Larry Crowne (Larry Crowne), regia di Tom Hanks (2011)
- Fright Night - Il vampiro della porta accanto (Fright Night), regia di Craig Gillespie (2011)
- Tower Heist - Colpo ad alto livello (Tower Heist), regia di Brett Ratner (2011)
- The Twilight Saga: Breaking Dawn - Parte 1 (The Twilight Saga: Breaking Dawn – Part 1), regia di Bill Condon (2011)
- Chronicle, regia di Josh Trank (2012)
- Jayne Mansfield's Car - L'ultimo desiderio (Jayne Mansfield's Car), regia di Billy Bob Thornton (2012)
- Step Up Revolution, regia di Scott Speer (2012)
- The Twilight Saga: Breaking Dawn - Parte 2 (The Twilight Saga: Breaking Dawn – Part 2), regia di Bill Condon (2012)
- Django Unchained, regia di Quentin Tarantino (2012)
- R.I.P.D. - Poliziotti dall'aldilà (R.I.P.D.), regia di Robert Schwentke (2013)
- Cani sciolti (2 Guns), regia di Baltasar Kormákur (2013)
- Parkland, regia di Peter Landesman (2013)
- Il quinto potere (The Fifth Estate), regia di Bill Condon (2013)
- I segreti di Osage County (August: Osage County), regia di John Wells (2013)
- Mai così vicini (And So It Goes), regia di Rob Reiner (2014)
- Blackhat, regia di Michael Mann (2015)
- The Perfect Guy, regia di David M. Rosenthal (2015)
- Krampus - Natale non è sempre Natale (Krampus), regia di Michael Dougherty (2015)
- Yoga Hosers - Guerriere per sbaglio (Yoga Hosers), regia di Kevin Smith (2016)
- Miracoli dal cielo (Miracles from Heaven), regia di Patricia Riggen (2016)
- Cattivi vicini 2 (Neighbors 2: Sorority Rising), regia di Nicholas Stoller (2016)
- Blood Father, regia di Jean-François Richet (2016)
- Vite da popstar (Popstar: Never Stop Never Stopping), regia di Akiva Schaffer e Jorma Taccone (2016)
- Ghostbusters, regia di Paul Feig (2016)
- Misfortune, regia di Desmond Devenish (2016)
- Middle School: The Worst Years of My Life, regia di Steve Carr (2016)
- Underworld: Blood Wars, regia di Anna Foerster (2016)
- The Ring 3 (Rings), regia di F. Javier Gutiérrez (2017)
- Power Rangers, regia di Dean Israelite (2017)
- La fratellanza (Shot Caller), regia di Ric Roman Waugh (2017)
- Spider-Man: Homecoming, regia di Jon Watts (2017)
- Downsizing - Vivere alla grande (Downsizing), regia di Alexander Payne (2017)
- Bright, regia di David Ayer (2017)
- Nella tana dei lupi (Den of Thieves), regia di Christian Gudegast (2018)
- Hotel Transylvania 3 - Una vacanza mostruosa (Hotel Transylvania 3: Summer Vacation), regia di Genndy Tartakovsky (2018)
- Superfly, regia di Director X (2018)
- Il padre dell'anno (Father of the Year), regia di Tyler Spindel (2018)
- Destroyer, regia di Karyn Kusama (2018)
- Green Book, regia di Peter Farrelly (2018)
- Millennium - Quello che non uccide (The Girl in the Spider's Web), regia di Fede Álvarez (2018)
- Spider-Man - Un nuovo universo (Spider-Man: Into the Spider-Verse), regia di Bob Persichetti, Peter Ramsey e Rodney Rothman (2018)
- Spider-Man: Far from Home, regia di Jon Watts (2019)
- Bad Boys for Life, regia di Adil El Arbi e Bilall Fallah (2020)
- Honest Thief, regia di Mark Williams (2020)
- La babysitter - Killer Queen (The Babysitter: Killer Queen), regia di McG (2020)
- Love and Monsters, regia di Michael Matthews (2020)
- I Mitchell contro le macchine (The Mitchells vs. the Machines), regia di Michael Rianda e Jeff Rowe (2021)
- Senza rimorso (Without Remorse), regia di Stefano Sollima (2021)
- Fear Street Parte 1: 1994 (Fear Street Part One: 1994), regia di Leigh Janiak (2021)
- Fear Street Parte 2: 1978 (Fear Street Part Two: 1978), regia di Leigh Janiak (2021)
- Fear Street Parte 3: 1666 (Fear Street Part Three: 1666), regia di Leigh Janiak (2021)
- Red Notice, regia di Rawson Marshall Thurber (2021)
- Spider-Man: No Way Home, regia di Jon Watts (2021)
- La ragazza della palude (Where the Crawdads Sing), regia di Olivia Newman (2022)
- The Woman King, regia di Gina Prince-Bythewood (2022)
- Una birra al fronte (The Greatest Beer Run Ever), regia di Peter Farrelly (2022)
- Clerks III, regia di Kevin Smith (2022)
- Cocainorso (Cocaine Bear), regia di Elizabeth Banks (2023)
- 65 - Fuga dalla Terra (65), regia di Scott Beck e Bryan Woods (2023)
- Ferrari, regia di Michael Mann (2023)
- La profezia del male (Tarot), regia di Spenser Cohen e Anna Halberg (2024)
- Bad Boys: Ride or Die, regia di Adil El Arbi e Bilall Fallah (2024)

### Televisione
- There Are No Children Here, regia di Anita W. Addison - film TV (1993)
- Ad un passo dal Paradiso (Path to Paradise: The Untold Story of the World Trade Center Bombing), regia di Leslie Libman e Larry Williams (1997)
- Firefly - serie TV, episodio 1x07 (2002)
- Pancho Villa - La leggenda (And Starring Pancho Villa as Himself), regia di Bruce Beresford - film TV (2003)
- Traffic - serie TV, episodio 1x01 (2004)
- The Water Is Wide, regia di John Kent Harrison - film TV (2006)
- The Black Donnellys - serie TV, episodio 1x01 (2007)
- Saving Grace - serie TV, episodio 1x01 (2007)
- John Adams - miniserie TV, 2 episodi (2008)
- Flesh and Bone - miniserie TV, 3 episodi (2015)

### Cortometraggi
- BraceFace Brandi, regia di Brandy Menefee (2002)
- Date of Disaster, regia di Richard Elfman (2003)
- Parallel Passage, regia di Mandi Riggi (2003)
- Un dia en la vida, regia di Marco Orsini (2005)
- Dani and Alice, regia di Roberta Marie Munroe (2005)
- Laying Down Arms, regia di Carol Schreder (2005)
- Hooked, regia di Richie Keen (2006)
- S.C.R.E.W.D., regia di Benjamin Nurick (2006)
- No Place Like Home, regia di Mick Betancourt (2008)
- Marvel One-Shot: Agent Carter, regia di Louis D'Esposito (2013)
- Showfolk, regia di Ned McNeilage (2014)
- Love at First Heist, regia di Rémi Anfosso (2016)

## Riconoscimenti
- Premio Oscar
  - 2010 - Candidatura al miglior sonoro per Bastardi senza gloria[3]
- Premio Emmy
  - 2004 - Miglior montaggio sonoro in una miniserie o film per Pancho Villa - la leggenda
  - 2004 - Candidatura al miglior sonoro in una miniserie o film per Traffic
  - 2008 - Miglior sonoro in una miniserie o film per John Adams
- BAFTA
  - 2013 - Candidatura al miglior sonoro per Bastardi senza gloria